# Dicono che è risorto
Dicono che è risorto è un saggio dello scrittore e giornalista italiano Vittorio Messori.

## Contenuto
In questo libro l'autore, dopo l'inchiesta sulla Passione e Morte di Gesù confluita nel libro Patì sotto Ponzio Pilato?, svolge un'indagine sulla storicità della Risurrezione.

## Edizioni
- Vittorio Messori, Dicono che è risorto, SEI, 2000,  p. 295, ISBN 88-05-05843-2.